# Tricyphona disphana
Tricyphona disphana är en tvåvingeart som först beskrevs av Doane 1900.  Tricyphona disphana ingår i släktet Tricyphona och familjen hårögonharkrankar. Inga underarter finns listade i Catalogue of Life.